# Ina Garten
Ina Rosenberg Garten (/ˈaɪnə/ eye-nə; 2 de febrero de 1948) es una escritora estadounidense y conductora del programa televisivo Barefoot Contessa de Food Network, y una exmiembro del personal de la Oficina de Administración y Presupuesto de la Casa Blanca. Es conocida por la creación de recetas con énfasis en los ingredientes frescos y en consejos para ahorrar tiempo. Martha Stewart, Oprah Winfrey y Patricia Wells han resaltado su estilo de cocina y su hospitalidad.
Garten no tiene ningún tipo de formación formal en cocina; es autodidacta en técnicas culinarias, ella ha aprendido con la ayuda de libros de cocina francesa y cocina New England. Más tarde, Ella se basó en la intuición y la retroalimentación de los clientes y amigos para perfeccionar sus recetas. Ha sido apadrinada principalmente por Eli Zabar, propietario de Manhattan de Eli y panes de Eli, y la presentadora de programas culinarios y autora Martha Stewart. Entre se destacan: cœur à la crème (corazón a la crema), salsa tártara de raíz de apio, pera clafouti y una versión simplificada de carne bourguignon.
Su carrera culinaria comenzó con su tienda de comida gourmet, Barefoot Contessa; Garten luego expandió sus actividades a varios libros de cocina que se vendieron muy bien, las columnas de revistas, productos de conveniencia de marca propia, y un popular programa de televisión en Food Network.

## Infancia
Ina Rosenberg nació en una familia judía en Brooklyn, Nueva York y se crio en Stamford, Connecticut, Garten era una de los dos hijos de Charles H. Rosenberg, un cirujano especializado en otorrinolaringología, junto a su esposa, Florence.  Alentados para sobresalir en la escuela, ella mostró una aptitud para la ciencia. Ella ha dicho que utiliza esa mentalidad científica mientras que experimenta con recetas. La madre de Garten, destacaba por su lado intelectual con un interés en la ópera, rechazó las peticiones de su hija para ayudarla en la cocina y en su lugar la dirigió a concentrarse en el trabajo escolar. Garten describió a su padre como una persona animada, con muchos amigos, y ha comentado que comparte varias características con él que con su madre. A los 15 años, conoció a su futuro marido, Jeffrey Garten, en un viaje a visitar a su hermano en el Dartmouth College.  Después de la secundaria, asistió a la Universidad de Syracuse, pero aplazó sus actividades educativas para casarse.

## Carrera
El 22 de diciembre de 1968, Rosenberg y Garten se casaron en Stamford, y pronto se mudó a Fort Bragg, Carolina del Norte. Ella comenzó a incursionar en la cocina y el entretenimiento en un esfuerzo por ocupar su tiempo mientras su marido sirvió por cuatro años durante la Guerra de Vietnam; ella también adquirió su licencia de piloto.  Después de que su marido había terminado su servicio militar, la pareja viajó a París, Francia, para pasar unas vacaciones de camping de cuatro meses que Garten ha descrito como el nacimiento de su amor por la cocina francesa. Durante este viaje descubrió los mercados al aire libre y cocinó los ingredientes frescos por primera vez. A su regreso a los EE.UU., comenzó a cultivar sus habilidades culinarias mediante el estudio de los volúmenes de libros de cocina seminal de Julia Child, Mastering the Art of French Cooking(Dominando el arte de la cocina francesa).  Su tradición semanal de la cena del partido comenzó a tomar forma durante este tiempo, y se refinan sus habilidades de entretenimiento en casa cuando ella y su marido se mudan a Washington D.C, en 1972.
En Washington, Garten trabajó en la Casa Blanca y tomó cursos de negocios en George Washington University, y finalmente obtuvo un MBA Master in Business Administration (Maestría en Administración de Negocios), mientras su marido trabajaba en el Departamento de Estado y completaba sus estudios de grado. Originalmente Garten sirvió como un ayudante de bajo nivel en el gobierno, pero poco a poco ganó relevancia en la Oficina de Administración y Presupuesto y con el tiempo se le asignó el cargo de analista de presupuesto, lo que implicaba escribir los documentos presupuestarios y de política de energía nuclear en plantas de centrifugación nuclear en las administraciones de los presidentes Gerald Ford y Jimmy Carter.
Las tensiones por las presiones de su trabajo y la naturaleza estresante de Washington llevó a Garten a regresar de nuevo a cocinar para entretenerse y despejarse, al mismo tiempo que la compra, restauración y reventa de casas con fines de lucro en los barrios de Dupont Circle y Kalorama. Los beneficios de estas ventas dieron Garten los medios para realizar su próxima compra, la tienda de alimentos de especialidad Barefoot Contessa.

### Barefoot Contessa: Tienda
Garten dejó su trabajo en el gobierno en 1978 después de ver un anuncio de una tienda de alimentos de especialidad 400 pies cuadrados (37 m²) en Westhampton Beach, Nueva York. La tienda fue nombrada Barefoot Contessa. "Mi trabajo en Washington era intelectualmente excitante y estimulante, pero no era yo en absoluto", explicó cuatro años más tarde. Ella tomó una decisión con premura para comprar la tienda, esto después de viajar para poder verla, y se trasladó a Nueva York para asumir la propiedad y la gestión. La tienda había sido nombrada por su propietario original en homenaje a la película de 1954 protagonizada por Ava Gardner; Garten mantuvo el nombre cuando ella se hizo cargo, ya que engranaba bien con su idea de un "elegante, pero terrenal" estilo de vida, pero hasta 2006 ella dijo que no habían visto la película.
En un año, Garten había mudado a su tienda Barefoot Contessa a la calle principal de su ubicación original, a una propiedad más grande. Sin embargo, pronto superó esta nueva ubicación, y en 1985 trasladó la tienda a los nuevos locales desocupados de tienda gourmet Dean & DeLuca en la próspera localidad de Long Island East Hampton. En contraste con la atmósfera de la temporada de playa de Westhampton, East Hampton es una comunidad durante todo el año y proporcionó una población más rica y grande como una base de clientes mucho mejor. En East Hampton, Garten amplió la tienda de su original de 400 pies cuadrados (37 m²) a más de 3.000 pies cuadrados (280 m²), más de siete veces su tamaño original. En este nuevo espacio, más grande, la tienda especializada en platos como la langosta ensalada Cobb, el caviar, quesos importados y productos agrícolas cultivados localmente.
Mientras ella hacía la mayor parte de la cocción, Garten también empleó cocineros y panaderos locales debido a que el negocio creció, incluyendo Anna bomba (que más tarde estableció Loaves & Fishes bakery and Bridgehampton Inn). Garten ha dicho que Eli Zabar ha dado la inspiración de su principal método de cocción, el cual consiste en que "todo lo que tienes que hacer es cocinar para mejorar los ingredientes." La tienda fue alabada en la prensa por celebridades como Steven Spielberg y Lauren Bacall.
En 1996, después de dos décadas de poseer y operar Barefoot Contessa, Garten de nuevo se encontró que buscan de un nuevo cambio, y vendió la tienda a dos empleados, Amy Forst y Parker Hodges, al tiempo que conservó la propiedad del edificio. No estuvo segura de qué paso tomar después de la venta de la tienda, tomó un tiempo sabático de seis meses a partir de la escena culinaria y construyó oficinas encima de la tienda. Allí, hizo estudios de mercado y trató de esbozar planes para posibles negocios. Su sitio web, Barefoot Contessa, se convirtió en alto perfil, en este momento comenzó a ofrecer sus cafés y algunos otros artículos a la venta en línea.
Para el año 2003, Barefoot Contessa se había convertido en un lugar de reunión hito para los ricos de la ciudad de Nueva York que la directora Nancy Meyers optó por utilizar la tienda como una de las locaciones para la película Something's Gotta Give con Jack Nicholson y Diane Keaton.  Aun así, la tienda estaba permanentemente cerrada en 2004, cuándo el arrendamiento de la propiedad expiró y las negociaciones entre Garten (el dueño del edificio en qué Barefoot Contessa estuvo albergado) y los dueños nuevos fallaron . Se ha informado de que la negativa de Garten para satisfacer las negociaciones del arrendamiento era en realidad una táctica para recuperar el control de la tienda después de Forst y Hodges perdieron el negocio con su competidor Citarella. Finalmente, Garten no reabrió la tienda, y en cambio retuvo la propiedad para inquilinos nuevos potenciales.

### Barefoot Contessa: Libros de cocina

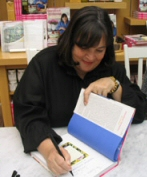
Ina Garten firmando libros.

Bajo la dirección de su marido, Garten resurgió en 1999 pero su atención se dirigió a la publicación de libros. Ella se basó en Barefoot Contessa y su libro se llamó The Barefoot Contessa Cookbook, el mismo se convirtió en un éxito de ventas estando entre los éxitos inesperados de ese año. El libro contiene las recetas que hicieron de su tienda un éxito, el libro superó con creces las expectativas tanto de la editorial Clarkson Potter como las de Garten. Después de que un prensado inicial de 35,000 copias, un número típico para un libro de cocina de debut, pero inmediatamente fue requerida una segunda y tercera impresión y finalmente se vendieron más de 100,000 copias en su primer año. En 2001, aprovechó de su nueva fama y lanzó un segundo libro titulado Barefoot Contessa Party!, que también produjo altas ventas y recibió buenas críticas, y a este le siguió con Barefoot Contessa Family Style en 2002. Barefoot Contessa Cookbook y Barefoot Contessa Party! fueron nominados para los premios James Beard 2000 y 2002, en la categoría Entretenimiento y Libros de cocina especial. Barefoot Contessa Party! fue una nominación sorpresa, ya que era el del autor con menos formación entre los nominados, enfrentando al venerado chef francés Jacques Pépin y al experto internacional en vinos Brian St. Pierre.
Sus libros de cocina evitan un formato enciclopédico, y se modelan en los libros de mesa de café. Con muchas fotografías en color, incluyendo una imagen de página completa frente a cada receta, algunos críticos sostienen que este espacio sacrifica método que podría ser utilizado para las recetas. Sin embargo, sus libros de cocina han recibido críticas positivas; en 2005, chef y compañera en la cadena Food Network, Giada De Laurentiis, nombró a Garten como uno de sus autores favoritos. A partir de 2008, los libros de cocina de Garten han vendido más de seis millones de copias combinadas. En octubre de 2014 ella había publicado nueve libros de cocina.

### Barefoot Contessa: Food Network
Garten se creó a sí misma con sus libros de cocina y apariciones en el show de Stewart, esto la llevó, en el año 2002, al debut de su programa en la señal Food Network. Tras el éxito de Barefoot Contessa Cookbook y Barefoot Contessa Party!, Garten fue tentada por Food Network con una oferta para presentar su propio programa de cocina en televisión. Ella rechazó esta propuesta varias veces, hasta que la compañía de producción con sede en Londres nombró responsable a Nigella Bites para cerrar la operación.  Ella accedió a una temporada de 13 episodios y Barefoot Contessa estrenó en 2002 con una recepción positiva.
Su espectáculo cuenta con su esposo y sus amigos y en general, sólo acoge invitados que son sus amistades. Barefoot Contessa tiene aproximadamente un millón de televidentes vieron por episodio, y ha publicado algunos de calificaciones más altas de Food Network.
Cuando Martha Stewart fue encarcelado en 2004 por cargos relacionados con la obstrucción de la justicia en un caso de comercio de acciones, la prensa destacó Garten como un posible sucesor.
En 2005, el programa fue nominado para un Premio Daytime Emmy en la categoría de Mejor Show de Servicio.  En 2009, el programa y Garten eran una vez más nominado para Daytime Emmy Premios en las categorías de Mejor Programa Culinario y Mejor Anfitrión Culinario, Garten ganó su primer Emmy por esta última categoría.
Ese mismo año, Garten anunció que había firmado un contrato de tres años con Food Network para continuar su programa de cocina, y que lanzaría dos libros de cocina más, le siguieron Barefoot Contessa at Home. Garten fue galardonado, según informes, con el contrato más lucrativo para un autor culinario hasta la fecha, la firma de un acuerdo multimillonario para varios libros. Ella también ha sido tentada en varias ocasiones para desarrollar su propia revista, línea de muebles, juego de utensilios de cocina, y la cadena de boutiques (reminiscencia de Omnimedia de Stewart), pero ha declinado estas ofertas, indicando que ella no tiene ningún interés en complicarse aún más la vida. Entre 2004 y 2005, su libro Barefoot in París vendió casi 400.000 copias y se puso en el número once en la lista de superventas del New York Times.

### Barefoot Contessa: Pantry (Despensa)
En 2006, Garten lanzó su propia línea de mezclas empaquetadas torta, adobos, salsas y conservas, de marca como Barefoot Contessa Pantry (despensa), con su socio de negocios Frank Newbold y en conjunción con Stonewall Kitchen. Estos alimentos de conveniencia se basan en sus recetas más populares desde cero, como magdalenas, bollos de coco de arce avena, chutney de mango y crema de limón. Los precios de estos artículos es relativamente caro (por ejemplo, el precio de venta sugerido por una sola caja de mezcla para brownie es de diez dólares) y que sólo se venden a través de tiendas de utensilios de cocina y gourmet de alto nivel tales como Crate & Barrel, Sur La Table, y Fox de Chicago y Obel mercado café. Ella tiene previsto ampliar esta marca en un futuro próximo si la primera línea de productos es muy exitosa.

### Barefoot Contessa: otras publicaciones
Después de éxito de crítica y altas ventas de sus tres primeros libros de cocina, ella se dedicó a escribir Barefoot in París y también escribe columnas para revistas como O y The Oprah Magazine.
Garten es consultora de cocina y planificación de fiestas revista House Beautiful, una revista referida al hogar, también contó con una columna mensual titulada "Preguntar a Barefoot Contessa" hasta el año 2011. En esta columna, ella dio consejos de cocina, entretenido y de estilo de vida en respuesta a las cartas de sus lectores. Ella lanzó una pequeña línea de tarjetas y revistas para complementar sus libros, y escribió el prólogo para el libro de Kathleen King Tate's Bake Shop Cookbookes y para el libro Dishing With Style de Rori Trovato. Una de sus recetas, 'pollo al limón asado con migas de pan', fue presentado en The Best American Recipes 2005–2006 (las mejores recetas americanas 2005-2006). Otro de los platos de Garten fue seleccionado para el libro Today's Kitchen Cookbook, una recopilación de las recetas más populares que aparecen en el programa de noticias diario The Today Show. En el día de Acción de Gracias de 2010, sus recetas fueron ofrecidos por Google en su página web.  En junio de 2012 inició un blog de Facebook y tres semanas más tarde tenía 100 000 seguidores. En junio de 2012, abrió su perfil en Facebook y tres semanas más tarde tenía más de 100 000 seguidores

## Vida personal
Su marido Jeffrey Garten fue Subsecretario para Comercio Internacional en la Secretaría de Comercio de los Estados Unidos  y decano de la Escuela de Administración de la Universidad de Yale. Él es ahora profesor de Comercio Internacional, Finanzas y Negocios en la Universidad de Yale. Él puede ser visto con frecuencia en el programa de su esposa, ayudando con tareas sencillas o probando los platos que ella ha creado. Ellos dividen su tiempo entre Manhattan, East Hampton, y París.

Garten sirvió como anfitriona de la 16ª beneficio anual Hudson Peconic para la Planificación de la Familia. En su programa cuenta con frecuencia con las colaboraciones de sus amigos abiertamente homosexuales y sus parejas. A pesar de que no ha hecho ninguna declaración explícita en relación con los derechos de los homosexuales o la comunidad gay en general, ella escribió en uno de sus libros:
...Todos sabemos que las familias ahora no son necesariamente como Ozzie y Harriet (resulta que la familia Ozzie y Harriet no era todo Ozzie y Harriet) ... la familia tiene un contexto tradicional, pero hoy en día no es tan simple como dos padres con 2 -3 niños ... se trata de relaciones ... se trata de personas que están unidas por el amor y un sentido de ser responsables unos de otros ... es cónyuges sin hijos, como Jeffrey y yo ... es un grupo de las mujeres que se reúnen para cocinar la cena juntos una vez al mes ... es una familia monoparental con hijos adoptados ... se trata de dos hombres que han hecho una vida juntos ... al final del día, todo lo que tenemos es el amor ... conseguir el amor, pero aún más, sintiendo el amor ...
Registrado en Nueva York como Demócrata, Garten ha contribuido a los fondos de campaña presidenciales de George H. W. Bush, Bill Clinton, John Kerry, y Barack Obama.
Garten también es miembro de la Junta de Revisión de Diseño de East Hampton, un panel que otorga permisos de construcción y aprueba elementos arquitectónicos y de diseño de la localidad. La junta tiene por objeto proteger el casco histórico y, además, la estética general de la zona.

## Crítica
El Comité de Médicos por una Medicina Responsable ha criticado de libro de cocina de Garten, Barefoot Contessa: How Easy Is That? por el uso de alto contenido en grasas, altas calorías y carnes ricas en colesterol y los ingredientes lácteos. En respuesta, Eric Felten de The Wall Street Journal calificó el informe de "un asalto a los libros de cocina que se atreven a aventurarse más allá de lentejas".

## Trabajos

### Libros
- - The Barefoot Contessa Cookbook (1999), Clarkson Potter, ISBN 0-609-60219-5
  - Barefoot Contessa Parties! Ideas and Recipes For Easy Parties That Are Really Fun (2001)
  - Barefoot Contessa Family Style: Easy Ideas and Recipes That Make Everyone Feel Like Family (2002)
  - Barefoot in Paris: Easy French Food You Can Make at Home (2004)
  - Barefoot Contessa at Home: Everyday Recipes You'll Make Over and Over Again (2006)
  - Barefoot Contessa Back to Basics: Fabulous Flavor from Simple Ingredients Clarkson Potter. 2008. ISBN 978-1400054350.
  - Barefoot Contessa: How Easy Is That? Clarkson Potter. 2010. ISBN 978-0307238764.

### Columnas en revistas
- - "Entertaining is Fun!" (Martha Stewart Living 1999–presente)
  - "Entertaining." (O, The Oprah Magazine 2003–presente)
  - "Ask the Barefoot Contessa." (House Beautiful 2006–presente)

### Televisión
- - From Martha's Kitchen: Ina Garten's Kitchen Clambake (2000)
  - Barefoot Contessa (2002–presente)
  - Chefography (2006-2010)
  - 30 Rock (2010-2011)[39][40]